# 나나키타촌
나나키타촌(七北田村)은 일본 미야기현 미야기군에 있던 촌이다.

## 연혁
- 1889년 4월 1일 - 정촌제 시행에 수반해  6촌의 구역으로 미야기군 나나키타촌이 성립하였다.
- 1931년 4월 1일 - 센다이시와 경계를 변경하였다.
- 1955년 4월 1일 - 네노시로이시촌과 합병해 이즈미촌이 성립해, 동년 폐지되었다.

## 참고서적
- 『미야기현 정촌 합병지』(미야기현 지방과, 1958)